# نشان رسمی اورگن

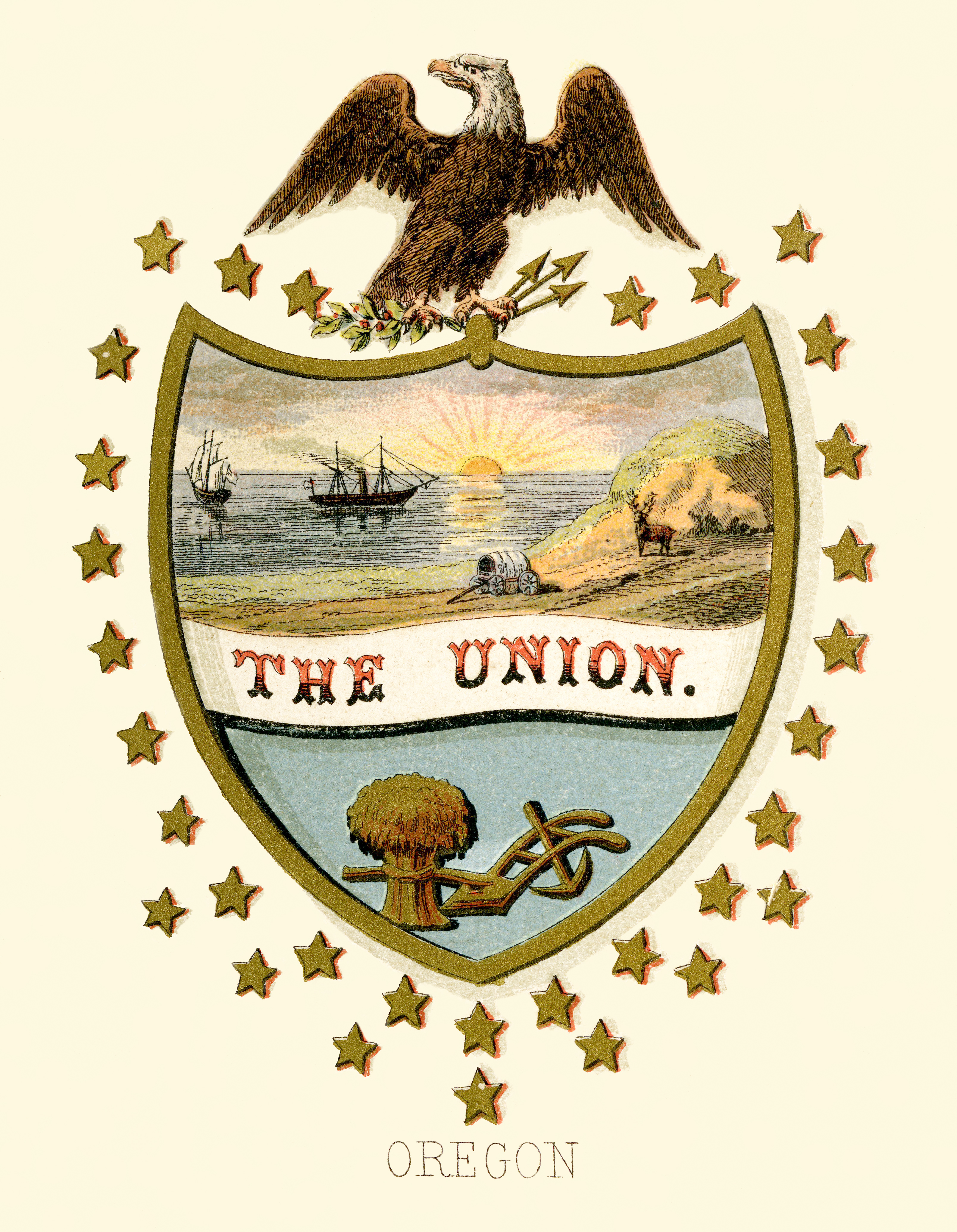
Oregon state historical coat of arms (illustrated, 1876)

نشان رسمی ایالت اورگن یک نشان رسمی در ایالات متحده می باشد.